# Glypta choristoneurae
Glypta choristoneurae är en stekelart som beskrevs av Dasch 1988. Glypta choristoneurae ingår i släktet Glypta och familjen brokparasitsteklar. Inga underarter finns listade i Catalogue of Life.